# Monts e Vilafrancha
Mons és un municipi francès situat al departament del Puèi Domat i a la regió d'Alvèrnia-Roine-Alps. L'any 2007 tenia 396 habitants.

## Demografia

### Població
El 2007 la població de fet de Mons era de 396 persones. Hi havia 163 famílies de les quals 43 eren unipersonals (27 homes vivint sols i 16 dones vivint soles), 62 parelles sense fills, 54 parelles amb fills i 4 famílies monoparentals amb fills.
La població ha evolucionat segons el següent gràfic:
Habitants censats

### Habitatges
El 2007 hi havia 203 habitatges, 166 eren l'habitatge principal de la família, 20 eren segones residències i 18 estaven desocupats. 198 eren cases i 2 eren apartaments. Dels 166 habitatges principals, 138 estaven ocupats pels seus propietaris, 22 estaven llogats i ocupats pels llogaters i 6 estaven cedits a títol gratuït; 2 tenien una cambra, 3 en tenien dues, 15 en tenien tres, 51 en tenien quatre i 95 en tenien cinc o més. 115 habitatges disposaven pel capbaix d'una plaça de pàrquing. A 55 habitatges hi havia un automòbil i a 97 n'hi havia dos o més.

### Piràmide de població
La piràmide de població per edats i sexe el 2009 era:
| Homes | Edats   | Dones |
| ----- | ------- | ----- |
| 0     | 95 o +  | 0     |
| 0     | 90 a 94 | 0     |
| 0     | 85 a 89 | 12    |
| 0     | 80 a 84 | 0     |
| 4     | 75 a 79 | 4     |
| 12    | 70 a 74 | 12    |
| 20    | 65 a 69 | 16    |
| 12    | 60 a 64 | 8     |
| 0     | 55 a 59 | 4     |
| 16    | 50 a 54 | 28    |
| 20    | 45 a 49 | 12    |
| 12    | 40 a 44 | 24    |
| 12    | 35 a 39 | 0     |
| 8     | 30 a 34 | 12    |
| 16    | 25 a 29 | 4     |
| 0     | 20 a 24 | 4     |
| 12    | 15 a 19 | 24    |
| 12    | 10 a 14 | 12    |
| 4     | 5 a 9   | 0     |
| 0     | 0 a 4   | 0     |

## Economia
El 2007 la població en edat de treballar era de 255 persones, 191 eren actives i 64 eren inactives. De les 191 persones actives 176 estaven ocupades (94 homes i 82 dones) i 15 estaven aturades (8 homes i 7 dones). De les 64 persones inactives 27 estaven jubilades, 16 estaven estudiant i 21 estaven classificades com a «altres inactius».

### Ingressos
El 2009 a Mons hi havia 171 unitats fiscals que integraven 429 persones, la mediana anual d'ingressos fiscals per persona era de 16.595 €.

### Activitats econòmiques
Dels 11 establiments que hi havia el 2007, 1 era d'una empresa de fabricació de material elèctric, 4 d'empreses de construcció, 1 d'una empresa de comerç i reparació d'automòbils, 1 d'una empresa de transport, 2 d'empreses d'hostatgeria i restauració, 1 d'una empresa immobiliària i 1 d'una empresa classificada com a «altres activitats de serveis».
Dels 5 establiments de servei als particulars que hi havia el 2009, 2 eren fusteries, 1 empresa de construcció, 1 perruqueria i 1 restaurant.
L'any 2000 a Mons hi havia 18 explotacions agrícoles que ocupaven un total de 567 hectàrees.

## Equipaments sanitaris i escolars
El 2009 hi havia una escola elemental integrada dins d'un grup escolar amb les comunes properes formant una escola dispersa.

## Poblacions més properes
El següent diagrama mostra les poblacions més properes.